# Fabio Maestri
Fabio Maestri (* 1956 in Terni) ist ein italienischer Pianist, Cembalist, Dirigent, Komponist und Musikpädagoge.

## Leben
Maestri erwarb 1975 am Istituto superiore di Studi Musicali Giulio Briccialdi (wo er später auch selbst unterrichtete) ein Diplom im Fach Klavier summa cum laude. Er besuchte danach die Kompositionskurse Franco Donatoni an der Accademia Nazionale di Santa Cecilia in Rom und 1979 die Dirigentenkurse Franco Ferraras an der Accademia Musicale Chigiana in Siena. Von 1984 bis 1990 wirkte er als Assistent Ferraras bei dessen Kompositionskursen.
Er dirigierte namhafte italienischer Orchester wie das Orchestra sinfonica nazionale della RAI in Turin, das Orchestra Regionale della Toscana, das Orchestra Sinfonica Siciliana, das Orchestra Sinfonica di Sanremo und das Orchestra dei Pomeriggi Musicali in Mailand. Als Interpret neuer Musik leitete er Aufführungen bei der Biennale di Venezia, dem Festival Musica d'Oggi, dem Festival der Nuova Consonanza, dem Festival in der Villa Medici, bei RAI Nuova Musica in Turin, beim Play.it! Festival in Florenz, dem Pontino Festival und dem Sinopoli Festival in Taormina und dirigierte Uraufführungen von Kompositionen zeitgenössischer italienischer Komponisten wie Marcello Panni, Francesco Pennisi, Franco Donatoni, Mauro Bortolotti, Giacomo Manzoni, Carlo Galante, Mauro Cardi, Claudio Ambrosini, Alessandro Sbordoni, Marco Tutino, Marco Betta, Filippo Del Corno, Carlo Boccadoro, Matteo D’Amico, Michele Dall’Ongaro, Carlo Pedini, Roberta Vacca, Riccardo Panfili, Lucio Gregoretti, Vittorio Montalti und Luca Antignani. Auf mehr als 20 CDs nahm er Kompositionen vom Barock bis zur Gegenwart auf.
Für seine eigenen Kompositionen erhielt Maestri u. a. Preise bei den Wettbewerben Filarmonica Umbra (1979), Venezia Opera Prima (1981), G. B. Viotti in Vercelli (1981), Ente concerti di Belveglio (1982) und beim Concorso Achantes in Paris (1983). Sie erschienen im Druck bei Ricordi und wurden von Musikern wie Roberto Fabricciani, Mario Ancillotti und Ciro Scarponi aufgeführt.